# Digby Tatham-Warter
Allison Digby Tatham-Warter, né le 21 mai 1917 à Atcham et mort le 21 mars 1993 à Nanyuki (Kenya), est un militaire britannique.

## Biographie
Il est le second fils d'Henry de Grey Tatham-Warter, un grand propriétaire terrien du Shropshire et du sud-ouest de l'Angleterre, qui combattit pendant la Première Guerre mondiale au sein du Artists' Rifles, et qui mourut gazé dans les tranchées quand Digby avait à peine 1 an.
Durant la Seconde Guerre mondiale, il se distingue des autres officiers par l'emport de son parapluie au combat.
Participant notamment à la bataille d'Arnhem, les films sur ce sujet comme Un pont trop loin (1977) montrent un personnage portant un parapluie en hommage à Tatham-Warter.
Il a épousé en 1949 Jane Boyd, (née en 1930), qui appartenait à une famille d'anciens grands colons anglais du Protectorat britannique du Kenya. Ils ont eu trois filles dont, Belinda Tatham-Warter (née en 1954) qui épousa à Nanyuki en 1981 le duc Friedrich von Oldenbourg (1952-2018), un aristocrate allemand.